# Компенсация (психология)
Вижте пояснителната страница за други значения на Компенсация.
Компенсацията е защитен механизъм, чиято цел е да покрива съзнателно или несъзнателно слабост, фрустрация, желания, чувства на неадекватност или некомпетентност в една насока на живота чрез задоволяването на нагоните или безупречността в друга насока на живота. Употребата на този защитен механизъм е описан в трудовете на Алфред Адлер, който смята, че жизнените стилове на човека са предопределени от опитите да се преодолеят реални или въображаеми слабости.
Свръхкомпенсация, характеризира се от по-висши цели, води до борба за сила, доминиране, самоуважение и себеобезценяване.
Недостатъчна компенсация, която включва изискване за помощ, води до липсата на смелост и страх от живота.